# Ếch bay

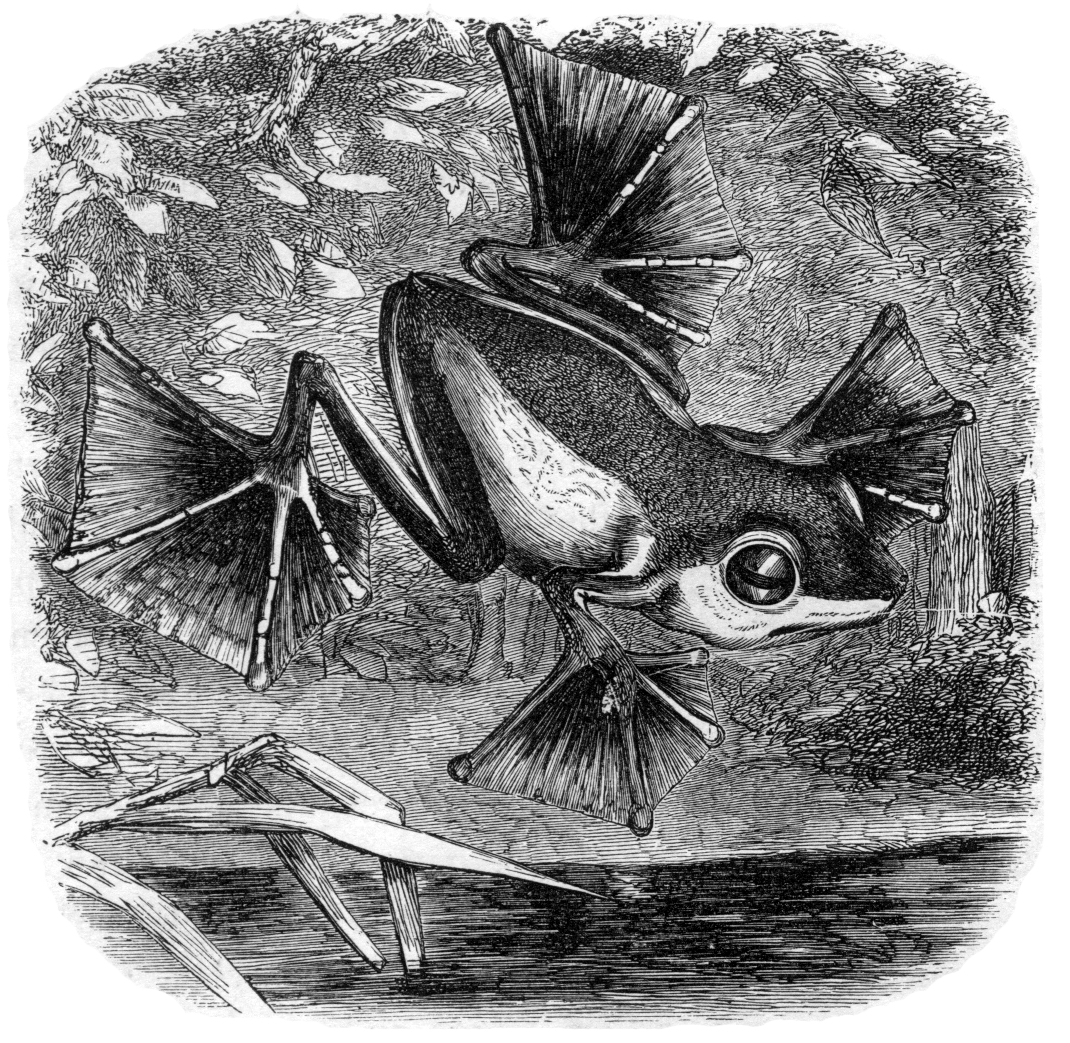
phải
Văn bản lớn^{Văn bản lớn}_{
Chữ được viết xuống dưới =====
Câu đề mục ==
Câu đề mục ==
Câu đề mục ==
Câu đề mục ==
1. Mục danh sách
}

Ếch bay (còn gọi là ếch lượn) là con ếch có khả năng bay lượn. Tức là nó có thể rơi xuống dưới góc 45° so với mặt ngang. Các loài ếch sống trên cây cũng có thể hạ xuống theo chiều dọc, ở các góc độ lớn hơn 45°, hay còn được gọi là nhảy dù.

## Tiến hóa
Khả năng bay lượn này đã tiến hóa một cách độc lập nhiều lần trong họ nhà ếch ở cả Tân Thế giới (Hylidae) và Cựu thế giới (Rhacophoridae). Sự tiến hóa song song này được coi như để thích nghi với cuộc sống trên cây, cao hơn trên mặt đất. Các đặc điểm của các loài ếch ở Thế giới cũ bao gồm "bàn tay và bàn tay mở rộng, có màng đầy đủ giữa tất cả ngón chân, có lớp da mỏng ở giữa cánh tay và chân, và giảm trọng lượng qua việc thở ra ở lỗ mũi" . Những thay đổi về hình thái này góp phần tăng khả năng khí động học của ếch bay. 

## Phân loại

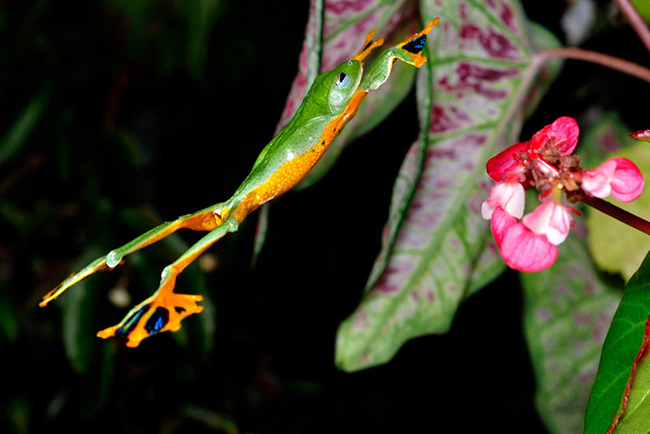

Alfred Russel Wallace là người đã đưa những báo cáo sớm nhất về một con ếch bay. Các loài mà ông quan sát sau đó được Albert Boulenger mô tả là Rhacophorus nigropalmatus. 
 Ếch bay bao gồm các loài của các chi sau đây:
- Ecnomiohyla (Hylidae)
- Agalychnis (Hylidae)
- Polypedates (Rhacophoridae)
- Zhangixalus (Rhacophoridae)

Có khoảng 380 loài ếch bay đã được ghi nhận.